# 1945 en Grèce
Chronologie de la Grèce
- 1941
- 1942
- 1943
- 1944
- 1945
- 1946
- 1947
- 1948
- 1949

Cette page concerne les évènements survenus en 1945 en Grèce  :

## Évènement
- Début de la terreur blanche.
- 3 janvier : fin du gouvernement Geórgios Papandréou I.
- 11 janvier : fin des évènements du Dekemvrianá.
- 12 février : Traité de Várkiza entre le ministre grec des affaires étrangères (en) et le secrétaire du Parti communiste de Grèce (KKE) pour le Front de libération nationale-Front de libération nationale (EAM-ELAS).

## Création
- 25 février : Neos Asteras Rethymno F.C. (en), club de football de Réthymnon.
- avril : 21e brigade (en) à Chalcis.
- 50e brigade d'infanterie mécanisée (Grèce) (en) : formée en 1919, jusqu'en 1941, elle est reformée en 1945.
- Athletic Club La Canée Football Club, club de football de La Canée.
- American Community School d'Athènes (en).
- Commandement militaire suprême de l'intérieur et des îles (en).
- Doxa Vyronas F.C. (en), club de football de Výronas.
- Ligue pour la démocratie en Grèce (en).
- Fondation de la radio nationale (en).
- Orchomenos F.C. (en), club de football d'Orchomène de Béotie.

## Dissolution
- Garde civile nationale (en)

## Naissance
- Ignace (Alexiu) (ru), évêque de l'Église orthodoxe grecque.
- Paisiy (Lulurgas) (ru), moine de l' Église orthodoxe de Constantinople.
- Ánteia Frantzí (el), poète, philologue.
- Yórgos Kolokythás, joueur de basket-ball.

## Décès
- Konstantínos Kourouniótis, archéologue.
- Thomás Pechlivanídis (el), chef de la résistance.